# Kyläsaari, Lojo
Kyläsaari är en ö i Finland. Den ligger i sjön Enäjärvi och i kommunerna Lojo och Salo och landskapen  Nyland och Egentliga Finland, i den södra delen av landet, 70 km väster om huvudstaden Helsingfors. Öns area är 0,4 hektar och dess största längd är 100 meter i nord-sydlig riktning.